# Spring Lake (Wisconsin)
Spring Lake es un pueblo ubicado en el condado de Pierce en el estado estadounidense de Wisconsin. En el Censo de 2010 tenía una población de 563 habitantes y una densidad poblacional de 6,97 personas por km².

## Geografía
Spring Lake se encuentra ubicado en las coordenadas 44°48′42″N 92°11′49″O / 44.81167, -92.19694. Según la Oficina del Censo de los Estados Unidos, Spring Lake tiene una superficie total de 80.77 km², de la cual 80.52 km² corresponden a tierra firme y (0.31%) 0.25 km² es agua.

## Demografía
Según el censo de 2010, había 563 personas residiendo en Spring Lake. La densidad de población era de 6,97 hab./km². De los 563 habitantes, Spring Lake estaba compuesto por el 98.93% blancos, el 0.18% eran afroamericanos, el 0% eran amerindios, el 0.36% eran asiáticos, el 0% eran isleños del Pacífico, el 0.18% eran de otras razas y el 0.36% pertenecían a dos o más razas. Del total de la población el 0.71% eran hispanos o latinos de cualquier raza.